# Kralj Balaj
Kralj Balaj je bio drevni ilirski kralj. Ilirikom je vladao oko 260. g. pr. Kr. Bio je toliko moćan da je kovao vlastiti novac. Misli se da je bio prethodnik Agrona i Teute.

## Počeci stvaranja Ilirske Kraljevine
Izbijanjem Prvog punskog rata 264. g. pr. Kr. nijedan kroničar nije bilježio događanja na Jadranu u tom periodu, stoga se za opisivanje početaka stvaranja Ilirske Kraljevine moramo osloniti na arheološke nalaze. Nažalost, oni su skromni, ali i konfuzni, dolaze u premalom broju da bismo donosili nekakve suvisle zaključke.

## Iskopavanja u Risnu
Tijekom nedavnih arheoloških iskopavanja u bokokotorskom Risnu (2001. – 2015.) poljski su istraživači došli do zaključka da su se na tom području između 260. g. pr. Kr. odvijala nekakva dramatična događanja koja su uključivala i spaljivanje grada. Nakon 250. g. pr. Kr. grad se opet obnavlja na temeljima starog, što navodi na zaključak da od te godine dolazi do mirnog razdoblja. Možemo li zaključiti da se u tom razdoblju Ardijejci uzdižu i osvajaju grad te uspostavljaju svoju vlast? Tu su arheolozi otkrili i veliku posudu s preko 4 600 kovanica kralja Basileosa Ballaiosa (Balaja), čime je utvrđeno da je navedeni kralj, sa sjedištem u Risnu (tadašnjem Rhizonu), bio prethodnik kraljevske dinastije Agrona i Teute, a ne nasljednik, kao što je to do sada bilo mišljenje

## Balaj i njegove kovanice
Naime, kralja Balaja ni jedan kroničar ne spominje iako znamo da je postojao i bio moćni vladar. Kovao je svoj novac, a među njima i srebrenjake kojih je pronađeno više od 6 200 komada. Na kovanicama je bio prikazan golobrad i s kapom kausia (pokrivalo za glavu koje je, uz petasos, bilo najraširenije kod Grka, Makedonaca i Ilira. Novac se kovao u Risnu i na Hvaru. Većina je novca (1800 kovanica) pronađena i prije zadnjeg nalaza na području Risna, te na Hvaru, gdje se kovao njegov novac, ali bez titule kralja. Manji je broj kovanica pronađen na području antičkog Daorsona (Ošanjići kod Stoca) te u talijanskoj Akvileji, Pulji i Kalabriji, gdje su vjerojatno dospjeli trgovinom. Desetak je komada pronađeno na liburnskom području što svjedoči o trgovačkim vezama južnih Ilira i Liburna.

## Balaj i povjesničari
Do pronalaska posude s preko 4 600 kovanica, povjesničari su kralja Balaja pokušali ugurati u povijesni kontekst poslije pada posljednjeg ilirskog kralja Gencija 167. g. pr. Kr. tumačeći da je riječ o rimskom vazalu koji je bio toliko moćan da je kovao vlastiti novac, a toliko poslušan i miroljubiv da niti jedan kroničar nije imao potrebu spomenuti ga. Stratigrafska analiza mjesta gdje je pronađena posuda s kovanicama, analiza keramičkih posuda i određivanje starosti metodom ugljika C-14 jasno dokazuju da se navedena teorija mora odbaciti i kralja Balaja smjestiti između 260. g. pr. Kr. i 230. g. pr. Kr., dakle u počecima osnivanja Iliske Kraljevine, tj. u periodu prije kralja Agrona.

## Vladavina kralja Balaja
Možemo zaključiti da je prema nalazima novca u Risnu, Hvaru i Daorsonu, kralj Balaj vladao područjem koje je obuhvaćalo navedene lokacije od prije 260. g. pr. Kr., no postavlja se pitanje: u kojoj funkciji? Je li on bio izravni prethodnik ardijejskih kraljeva Agrona, odnosno Pleurata? Malo vjerojatno, jer se njegova vladavina poklapa s vladavinom Pleurata II., a ako jest, postavlja se pitanje: zašto njegovi nasljednici nisu nastavili kovati novac? Je li možda kao helenizirani Ilir bio vladar Pharosa koji je proširio vlast nad Risnom i obalnim Iirima (Plerejima), te se proglasio kraljem? U prilog toj tezi jest činjenica da na kovanicama s Hvara stoji samo ime BALLAIOS, a na onim kovanicama u Risnu je nadodana i titula BASILEOS (kralj). Čak je i samo ime BALLAIOS "misterij", jer ga se, osim na kovanicama, nalazi samo na jednom natpisu u južnoj Italiji. Sasvim sigurno nije grčko te se može pretpostaviti da je lokalno ilirsko ime. Kovanice su nastale na osnovi grčkih novaca, a prikaz Artemide daje pretpostavku da je Balaj bio helenizirani Ilir.

## Balaj - velika zagonetka za znanstvenike
Kovanjem su vlastitog novca gradovi i vladari željeli naglasiti svoju neovisnost, stoga zaključujemo da je Balaj doista bio značajan vladar na Jadranu. Naime, kovanje se novca javlja većinom u stabilnim i mirnim periodima, kada nema sukoba ni ratova. To se mirno razdoblje prekida oko 260. g. pr. Kr. jer arheološki nalazi pokazuju da tada dolazi turbulentno vrijeme koje uzrokuje ekspanzija jadranskih Ilira. Ako je točna pretpostavka da je kralj Balaj bio vladar Pharosa i zavisnog područja, to znači da je on i izravni prethodnik Demetrija Pharanina, no odgovore nam na pitanja tko je uistinu bio kralj Balaj i koja je bila njegova uloga u stvaranju Ilirske Kraljevine mogu dati samo novi arheološki nalazi.